# Sando
Sando település Spanyolországban, Salamanca tartományban. Sando Doñinos de Ledesma, La Mata de Ledesma, Tabera de Abajo, Garcirrey, Cipérez, Santa María de Sando és Encina de San Silvestre községekkel határos. Lakosainak száma 113 fő (2024).

## Népesség
A település népessége az elmúlt években az alábbi módon változott:
| Lakosok száma | 166  | 199  | 178  | 152  | 145  | 144  | 127  | 123  | 120  | 113  |
|               | 2001 | 2004 | 2007 | 2009 | 2012 | 2014 | 2017 | 2019 | 2022 | 2024 |